# Nitratos de peroxiacila

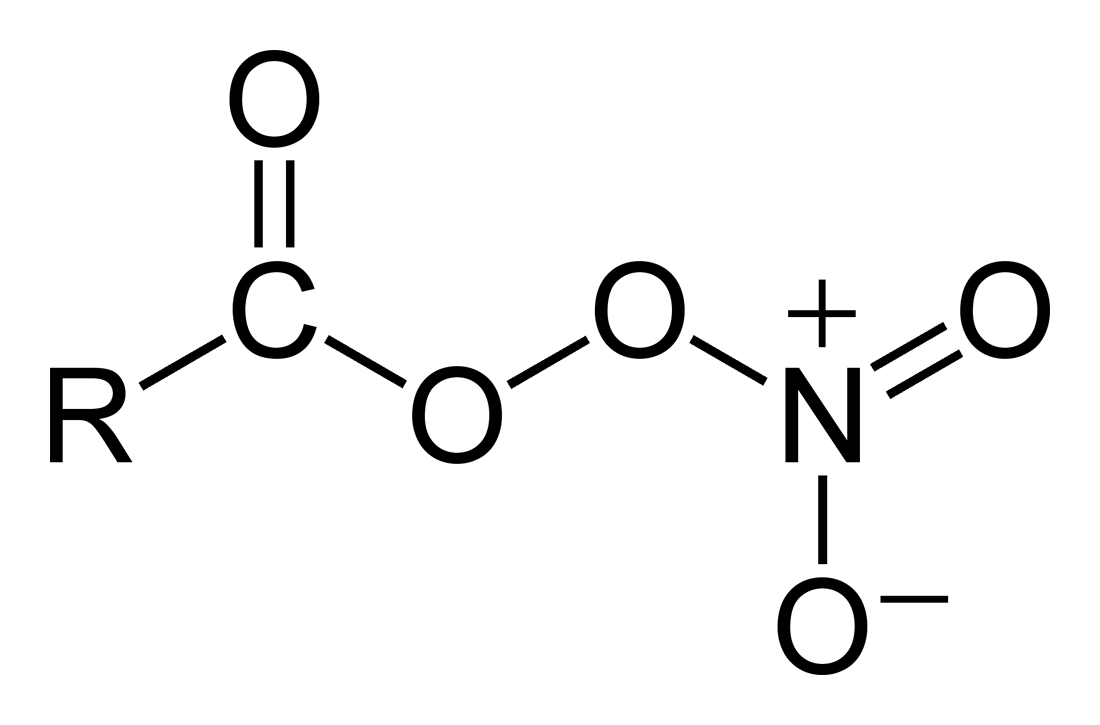
Fórmula estrutural do nitrato de peroxiacetila

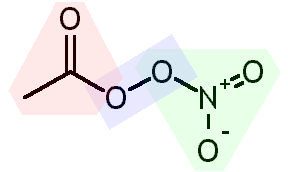
, o PAN mais comum

Em química, nitratos de peroxiacilas (também conhecidos como PANs) são compostos irritantes aos olhos e ao trato respiratório presentes no smog fotoquímico. São produzidos pelo equilíbrio químico entre radicais peroxi e a fase gasosa de diversos compostos orgânicos voláteis (COVs), ou com aldeídos e outros COVs que se oxidam na presença de NO2.
São bons indicadores da presença de COVs de origem biológica ou antropogênica, e por isso são úteis no estudo da poluição local e global.

## Formação
PANs são poluentes secundários, ou seja, não são diretamente emitidos pelas fontes poluentes mas são produtos de transformação dos compostos emitidos por elas. Reações de radicais catalizadas por luz ultravioleta são capazes de oxidar COVs a aldeídos, cetonas e dicarbonilas, cujas reações secundárias geram os PANs. O PAN mais comum é o peroxiacetil, que se forma da oxidação do acetaldeído, diversas cetonas, ou pela fotólise de compostos dicarbonílicos.
Hydrocarbonetos + O
2 + luz  →  RC(O)OO•
Os radicais reagem reversivelmente com NO2 para formar PAN:
RC(O)OO• + NO
2•  ⇌  RC(O)OONO
2
As reações "no escuro", ou seja, sem a presença da luz, com o trióxido de nitrogênio também podem gerar PANs.
Como os PANs são persistentes na atmosfera, eles podem transportar compostos para longe de sua origem urbana ou industrial, o que os torna um poluente de alta relevância. No caso do ozônio troposférico, por exemplo, o PAN efetivamente transporta NOx para onde o ozônio pode ser produzido com mais facilidade.

## Tipos
O nitrato de peroxiacetila é o PAN mais comum(75-90% das emissões) , seguido do nitrato de peroxipropionila. Nitrato de peroxibenzoíla e peroxinitrato de metacriloíla também foram observados. A composição dos PANs em uma região depende dos hidrocarbonetos presentes na atmosfera, exceto no caso do nitrato de peroxiacetila que possui diversos precursores. (p7624)

## Efeitos na saúde
Os PANs são tóxicos e irritantes, e são mais solúveis em água do que o ozônio. Eles são lacrimogêneos, causam irritação ocular em concentrações de apenas algumas partes por bilhão. Em concentrações mais altas, eles causam grandes danos à vegetação. Os PANs são mutagênicos.